# Philippe Léonard
Philippe Léonard (ur. 14 lutego 1974 w Liège), piłkarz belgijski grający na pozycji środkowego lub lewego obrońcy.

## Kariera klubowa
Léonard pochodzi z miasta Liège i tam też rozpoczynał piłkarską karierę w klubie Standard Liège. Przechodził przez wszystkie szczeble juniorskie, a w 1992 roku został włączony do kadry seniorów. 15 sierpnia zadebiutował w wygranym 2:1 meczu z FC Boom. Już w pierwszym sezonie swoimi umiejętnościami przekonał do siebie trenera Arie Haana i jako 18-latek wywalczył miejsce w podstawowej jedenastce Standardu grając między innymi u boku reprezentanta Brazylii, Andre Cruza czy reprezentanta Rumunii Mircei Rednica. W 1993 roku wywalczył ze Standardem Puchar Belgii, ale było to jego jedyne trofeum przez 4 lata gry w tym klubie.
Latem 1996 Léonard przeszedł do Francuskiego AS Monaco, a do zespołu ściągnął go ówczesny trener tego klubu Jean Tigana. W Ligue 1 zawodnik zadebiutował 10 sierpnia w wygranym 3:1 wyjazdowym meczu z FC Nantes. Wskutek dużej rotacji w składzie nie był podstawowym zawodnikiem zespołu. Rozegrał 19 meczów, a z Monaco wywalczył pierwsze od 1988 roku mistrzostwo Francji. Rok później wystąpił z ASM w Lidze Mistrzów i doszedł z zespołem do półfinału tych rozgrywek. Przez kolejne lata nie zdołał jednak wywalczyć miejsca w pierwszej jedenatsce i zazwyczaj występował w połowie meczów ligowych. W 2000 roku po raz drugi w karierze został mistrzem Francji (19 meczów, 2 gole), a w 2001 roku doszedł do finału Pucharu Ligi Francuskiej. W 2003 roku wywalczył to trofeum oraz został wicemistrzem Francji, ale w obu sukcesach Philippe miał nikły udział będąc czwartym, a nawet piątym środkowym obrońcą w hierarchii trenera Didiera Deschampsa, a na lewej stronie niepodważalną pozycję miał Patrice Evra.
Latem 2003 po 7 sezonach gry w Monaco Léonard zmienił klub i został zawodnikiem OGC Nice. W barwach nowego klubu zagrał w 14 meczach Ligue 1 i zajął 11. pozycję w lidze, ale po zaledwie roku spędzonym w Nicei zdecydował się powrócić do rodzimej ligi i zasilił szeregi swojego pierwszego klubu, Standardu Liège. Tam odzyskał dawną formę i w 2005 roku zajął z klubem 4. pozycję w lidze, a w 2006 wicemistrzostwo kraju.
Latem 2006 Léonard przeszedł za darmo do Feyenoordu. W Eredivisie zadebiutował 22 października w przegranym 0:4 domowym meczu z Ajaksem Amsterdam. Philippe doznał jednak kontuzji, która wykluczyła go z gry na kilka miesięcy i jego miejsce na lewej obronie zajął Royston Drenthe. Karierę kończył w 2008 roku w Rapidzie Bukareszt.
| Sezon   | Klub            | Kraj     | Rozgrywki                | Mecze | Bramki |
| ------- | --------------- | -------- | ------------------------ | ----- | ------ |
| 1992/93 | Standard Liège  | Belgia   | Eerste Klasse            | 30    | 0      |
| 1993/94 | Standard Liège  | Belgia   | Eerste Klasse            | 31    | 2      |
| 1994/95 | Standard Liège  | Belgia   | Eerste Klasse            | 31    | 1      |
| 1995/96 | Standard Liège  | Belgia   | Eerste Klasse            | 32    | 0      |
| 1996/97 | AS Monaco       | Francja  | Ligue 1                  | 19    | 0      |
| 1997/98 | AS Monaco       | Francja  | Ligue 1                  | 15    | 0      |
| 1998/99 | AS Monaco       | Francja  | Ligue 1                  | 16    | 1      |
| 1999/00 | AS Monaco       | Francja  | Ligue 1                  | 19    | 2      |
| 2000/01 | AS Monaco       | Francja  | Ligue 1                  | 15    | 0      |
| 2001/02 | AS Monaco       | Francja  | Ligue 1                  | 10    | 0      |
| 2002/03 | AS Monaco       | Francja  | Ligue 1                  | 5     | 0      |
| 2003/04 | OGC Nice        | Francja  | Ligue 1                  | 14    | 0      |
| 2004/05 | Standard Liège  | Belgia   | Eerste Klasse            | 27    | 2      |
| 2005/06 | Standard Liège  | Belgia   | Eerste Klasse            | 30    | 1      |
| 2006/07 | Feyenoord       | Holandia | Eredivisie               | 2     | 0      |
| 2007/08 | Rapid Bukareszt | Rumunia  | Liga I                   | 10    | 0      |
|         |                 |          | Łącznie w Jupiler League | 181   | 6      |
|         |                 |          | Łącznie w Ligue 1        | 113   | 3      |
|         |                 |          | Łącznie w Eredivisie     | 2     | 0      |
|         |                 |          | Łącznie w Liga I         | 10    | 0      |

## Kariera reprezentacyjna
W reprezentacji Belgii Léonard zadebiutował 22 kwietnia 1995 roku w wygranym 1:0 meczu z USA, gdy w 79. minucie zmienił Johana Walema. W swojej reprezentacyjnej karierze zawodnik tylko raz wystąpił w ważnym turnieju, a miało to miejsce w 2000 roku, gdy znalazł się w kadrze na Euro 2000. Zagrał tam jedynie w wygranym 2:1 meczu ze Szwecją, ale z Belgią nie wyszedł z grupy.
W 2006 roku Léonard brał udział w eliminacjach do Euro 2008. Zagrał w wygranym 3:0 meczu z Azerbejdżanem oraz przegranym 0:1 domowym meczu z Polską.

## Sukcesy
- Mistrzostwo Francji: 1997, 2000 z AS Monaco
- Wicemistrzostwo Francji: 2003 z AS Monaco
- Wicemistrzostwo Belgii: 1993, 1995, 2006 ze Standardem
- Puchar Belgii: 1993 ze Standardem
- Puchar Ligi Francuskiej: 2003 z AS Monaco, 2001 (finał) z AS Monaco
- Udział w ME: 2000